# Al Farooj Fresh
Al Farooj Fresh — міжнародна мережа ресторанів швидкого харчування в Об'єднаних Арабських Еміратах (ОАЕ). Al Farooj Fresh була першою мережею ресторанів швидкого харчування в ОАЕ, яка пропонувала такі продукти, як бутерброди з шаурмою та курячі страви.
Al Farooj Fresh є дочірньою компанією Al Islami Foods, компанії, що постачає халяльні продукти харчування, і має 18 відділень по всьому світу, включаючи 14 в ОАЕ, 1 в Омані та 2 в Лівані.

## Історія
Компанія Al-Farooj Fresh була заснована ліванською родиною в 1994 році, а перша філія відкрилася в Шарджі в Об'єднаних Арабських Еміратах того ж року. До 2006 року мережа розширилася до восьми відділень.
25 лютого 2006 року на виставці Gulfood, що проходила в Дубайському міжнародному конференц-центрі та виставці, було оголошено, що Al Farooj було придбано Мохаммедом ібн Рашидом Establishment for Young Business Leaders,[джерело?] організацією, заснованою у 2002 році для заохочення та сприяння розвитку бізнесу та підприємницької діяльності серед громадян ОАЕ. Заклад працював спільно з Al Islami, щоб представити концепцію підприємцям ОАЕ після остаточного затвердження Al Islami щодо вибору франчайзи.[джерело?]
У лютому 2008 року Al Islami придбала більшість акцій мережі ресторанів Al Farooj, відновивши франшизу пізніше того ж місяця з планами розширення діяльності для обслуговування ринку Близького Сходу. Одночасно з перезапуском Al Farooj Fresh компанія Al Islami оголосила про плани представити свою гостинну компанію, основною частиною якої була Al Farooj Fresh, а також Al Islami Cart, Al Islami Meat Shops і ряд продуктів харчування. Розширення компанії тривало у 2009 році, коли Аль-Ісламі повідомила, що вони планують розширити мережу Al Farooj до 17 відділень з інвестиціями у 8 мільйонів дирхамів (приблизно 2,2 мільйона доларів), забезпечивши їм 17 відділень по всьому світу, включаючи 14 в ОАЕ, 1 в Омані та 2 в Лівані та Кувейті.